# Alice è in paradiso
Alice è in paradiso è un film documentario del 2002 diretto da Guido Chiesa.

## Trama
Il documentario racconta la storia dell'emittente radiofonica bolognese degli anni '70 Radio Alice, attraverso le parole dei suoi fondatori e redattori.

## Produzione
All'origine del documentario vi sono quindici ore di interviste agli animatori di Radio Alice, realizzate nel 2001 da Alessandro Marucci per conto di Guido Chiesa come lavoro preparatorio di un film sulla storia della radio. Il film, dal titolo Lavorare con lentezza, vedrà la luce nel 2004, mentre le interviste saranno usate per questo documentario.